# 北大西洋掠食巨口魚
北大西洋掠食巨口鱼（学名：Borostomias abyssorum）为輻鰭魚綱巨口鱼目巨口鱼科的其中一種。分布于東北大西洋的法國海域，為深海魚類，體長可達7.5公分。